# Paul Joseph Cottin
Pour les articles homonymes, voir Cottin.
Ne doit pas être confondu avec Paul Cottin.
Paul Joseph Cottin (1er février 1836, Lyon - 21 mars 1925, Lyon) est un homme politique français.

## Biographie
Paul Joseph Cottin est le petit‑fils de l’industriel Claude-Joseph Bonnet. Son père, Joseph Jean Cottin (1797-1866) est associé avec son beau-père dans la maison de soieries « Bonnet & Cie ». Paul passe son enfance à Jujurieux dans le département de l’Ain.
Il décide de faire du droit à Paris. Recevant l'enseignement philosophique de l'abbé Noirot, il participe par la suite aux conférences catholiques de la rue du Bac sous l’Empire. 
Retournant à Lyon en 1865 comme avocat, il choisit de s'intéresser en 1867 à la vie politique. Il passe une grande partie de sa vie à Jujurieux, dont il est maire de 1881 à 1888. 
En 1868, il fonde, avec son frère Cyrille, L'Impartial de l'Ain, journal orléaniste destiné à réveiller la vie politique du département auquel il collabore tout en le dirigeant. Il s'occupe de presse politique avant et après la guerre franco-allemande de 1870, pendant laquelle il commanda la compagnie des Francs‑Tireurs du Bugey qu’il avait constituée dans son département. Il prend part successivement aux combats de Guebwiller en Alsace, de Nuits et de Vougeot, dans la Côte-d’Or et d’Abvillers dans le Doubs. 
Opposé à la révolution du 4 septembre, il proteste contre le régime nouveau et est élu député de l'Ain le 8 février 1871 à l’Assemblée de Versailles et ce jusqu’en 1876. Il commence par siéger à la réunion Feray et à incliner vers le centre gauche, mais il se joint, le 24 mai 1873, au petit groupe de députés qui signèrent la déclaration Target et votèrent, pour la plupart, le renversement d'Adolphe Thiers. 
Il fonde en 1875 à Belley un nouveau journal Le petit Bugiste.
Il tenta de se faire réélire dans l'arrondissement de Belley, où il fonde un syndicat agricole. Il s'occupe beaucoup de la défense religieuse, ce qui lui valut le titre de comte romain. Non réélu en tant que député, il se retire par la suite de la vie politique.

## Ouvrages
- Association pour la vie politique. Décentralisation. De l'Enseignement primaire dans les campagnes
- Positivisme et anarchie - Auguste Comte-Littré-Taine
- Le livre du XXe siècle, catéchisme social et politique, 1er chapitre
- Un député en Algérie
- Guide des Archives de l'Ain

## Sources
- « Paul Joseph Cottin », dans Adolphe Robert et Gaston Cougny, Dictionnaire des parlementaires français, Edgar Bourloton, 1889-1891 [détail de l’édition]